# Danse sportive aux Jeux mondiaux de 2025
Navigation
Birmingham 2017 Karlsruhe 2029
Les épreuves de danse sportive des Jeux mondiaux de 2025 ont eu lieu du 8 août 2025 au 17 août 2025. Les épreuves incluent le les danses de salon latines et de standards.
Le rock'n'roll a été supprimé du programme et les deux épreuves de  breakdance sont ré-intégrés dans la discipline. Les récents championnats du monde 2024 de breakdance avaient d'ailleurs eu lieu à Chengdu en décembre.

## Organisation
Pour le breaking, la compétition oppose 16 compétiteurs par épreuves (B-Boys/B-Girls), sachant qu'un pays ne peut pas être représenté par plus de trois compétiteurs. Certains quotas sont nominatifs, d'autres au pays :
| Compétition                           | Compétition                           | Lieu    | Date                | Quota | B-Girls                                     | B-Boys                                                     |
| ------------------------------------- | ------------------------------------- | ------- | ------------------- | ----- | ------------------------------------------- | ---------------------------------------------------------- |
| Championnat du monde 2024             | Championnat du monde 2024             | Chengdu | 20-21 décembre 2024 | 2     | India Sardjoe (nl) (India) Liu Qingyi (671) | Isshin Hishikawa (Issin) Shigeyuki Nakarai (en) (Shigekix) |
| Pays hôte                             | Pays hôte                             | NC      | NC                  | 1     | Chine                                       | Chine                                                      |
| Tournoi de qualification continental  | Afrique                               |         |                     | 2     |                                             |                                                            |
| Tournoi de qualification continental  | Amériques                             |         |                     | 2     |                                             |                                                            |
| Tournoi de qualification continental  | Asie                                  |         |                     | 2     |                                             |                                                            |
| Tournoi de qualification continental  | Europe                                |         |                     | 2     |                                             |                                                            |
| Tournoi de qualification continental  | Océanie                               |         |                     | 2     |                                             |                                                            |
| Ranking au WDSF BfG                   | Ranking au WDSF BfG                   | NC      | 31 mars 2025        | 3     |                                             |                                                            |
| Réaffectation des quota non utilisées | Réaffectation des quota non utilisées | NC      | NC                  |       |                                             |                                                            |

Pour la danse de salon, vingt-quatre couples par discipline sont éligibles pour participer sur la base des résultats combinés du qualificatif international/continental et du système de classement mondial WDSF au 1er avril 2025.

## Médaillés
| Épreuves         | Or                                             | Argent                                              | Bronze                                    |
| Breaking         | Breaking                                       | Breaking                                            | Breaking                                  |
| ---------------- | ---------------------------------------------- | --------------------------------------------------- | ----------------------------------------- |
| B-Boys           | Qi Xiangyu (en) (Lithe-Ing)                    | Issin Hishikawa (en) (Issin)                        | Shigeyuki Nakarai (en) (Shigekix)         |
| B-Girls          | Guo Pu (Royal)                                 | Liu Qingyi (671)                                    | Dominika Banevič (Nicka)                  |
| Danse de salon   |                                                |                                                     |                                           |
| Danses latines   | Allemagne- Khrystyna Moshenska - Marius Balan  | France- Elena Salikhova - Charles-Guillaume Schmitt | Espagne- Diandra Illes - Guillem Pascual  |
| Danses standards | Moldavie- Alexey Glukhov - Anastasia Glazunova | Roumanie- Rareș Cojoc - Andreea Matei               | Pologne- Dariusz Myćka - Madara Freiberga |